# چارباغ (تاجیکستان)
چهارباغ یا چارباغ (به لاتین: Chorbok) یک منطقهٔ مسکونی در تاجیکستان است که در ولایت سغد واقع شده‌است.